# Scheldecross
De Scheldecross is een veldrit die sinds 2006 jaarlijks wordt georganiseerd in de Belgische stad Antwerpen en sinds 2015 deel uitmaakte (m.u.v. het seizoen van 2019/2020, wegens het Belgisch Kampioenschap) van de Trofee veldrijden. De Scheldecross wordt tegenwoordig georganiseerd door Golazo Sports. De Scheldecross stond in 2021 op de kalender van de wereldbeker, maar wegens de coronapandemie kon deze editie niet doorgaan.

## Erelijst

### Mannen elite

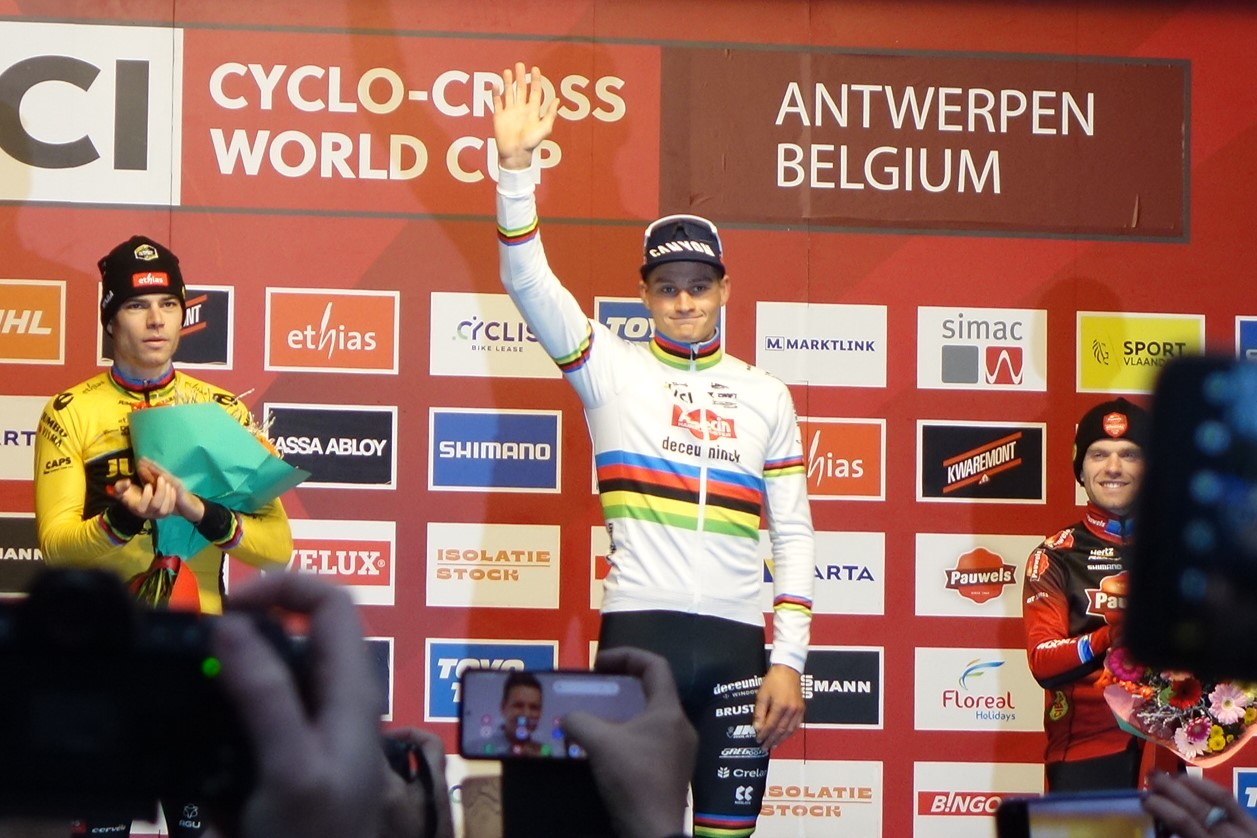
Podium in 2023

| Datum      | Klassement                 | Cat. | Winnaar                               | Tweede                                | Derde                                 |
| ---------- | -------------------------- | ---- | ------------------------------------- | ------------------------------------- | ------------------------------------- |
| 24/11/2024 | Wereldbeker                | CDM  | Eli Iserbyt                           | Laurens Sweeck                        | Michael Vanthourenhout                |
| 23/12/2023 | Wereldbeker                | CDM  | Mathieu van der Poel                  | Wout van Aert                         | Eli Iserbyt                           |
| 04/12/2022 | Wereldbeker                | CDM  | Mathieu van der Poel                  | Wout van Aert                         | Michael Vanthourenhout                |
| 05/12/2021 | Wereldbeker                | CDM  | Afgelast vanwege de coronamaatregelen | Afgelast vanwege de coronamaatregelen | Afgelast vanwege de coronamaatregelen |
| 12/12/2020 | X²O Badkamers Trofee       | C1   | Mathieu van der Poel                  | Eli Iserbyt                           | Tom Pidcock                           |
| 12/01/2020 | Belgische kampioenschappen | CN   | Laurens Sweeck                        | Eli Iserbyt                           | Toon Aerts                            |
| 15/12/2018 | DVV Verzekeringen Trofee   | C1   | Mathieu van der Poel                  | Wout van Aert                         | Toon Aerts                            |
| 16/12/2017 | DVV Verzekeringen Trofee   | C1   | Mathieu van der Poel                  | Wout van Aert                         | Laurens Sweeck                        |
| 17/12/2016 | DVV Verzekeringen Trofee   | C1   | Mathieu van der Poel                  | Wout van Aert                         | Kevin Pauwels                         |
| 19/12/2015 | Bpost bank trofee          | C1   | Wout van Aert                         | Mathieu van der Poel                  | Lars van der Haar                     |
| 13/12/2014 | Soudal Classics            | C1   | Mathieu van der Poel                  | Laurens Sweeck                        | Tom Meeusen                           |
| 07/12/2013 | Soudal Classics            | C1   | Niels Albert                          | Mathieu van der Poel                  | Philipp Walsleben                     |
| 08/12/2012 | Soudal Classics            | C1   | Kevin Pauwels                         | Sven Nys                              | Niels Albert                          |
| 10/12/2011 | Fidea Cyclocross Classics  | C1   | Sven Nys                              | Tom Meeusen                           | Dieter Vanthourenhout                 |
| 18/12/2010 | Fidea Cyclocross Classics  | C1   | Radomír Šimůnek                       | Sven Vanthourenhout                   | Bart Aernouts                         |
| 18/12/2009 | Fidea Cyclocross Classics  | C1   | Sven Nys                              | Tom Meeusen                           | Zdeněk Štybar                         |
| 19/12/2008 | Losse cross                | C2   | Thijs Al                              | Klaas Vantornout                      | Radomír Šimůnek                       |
| 21/12/2007 | Losse cross                | C2   | Radomír Šimůnek                       | Richard Groenendaal                   | Bart Wellens                          |
| 10/01/2007 | Losse cross                | C2   | Niels Albert                          | Erwin Vervecken                       | Zdeněk Štybar                         |
| 11/01/2006 | Losse cross                | C2   | Sven Nys                              | Niels Albert                          | Sven Vanthourenhout                   |

### Vrouwen elite

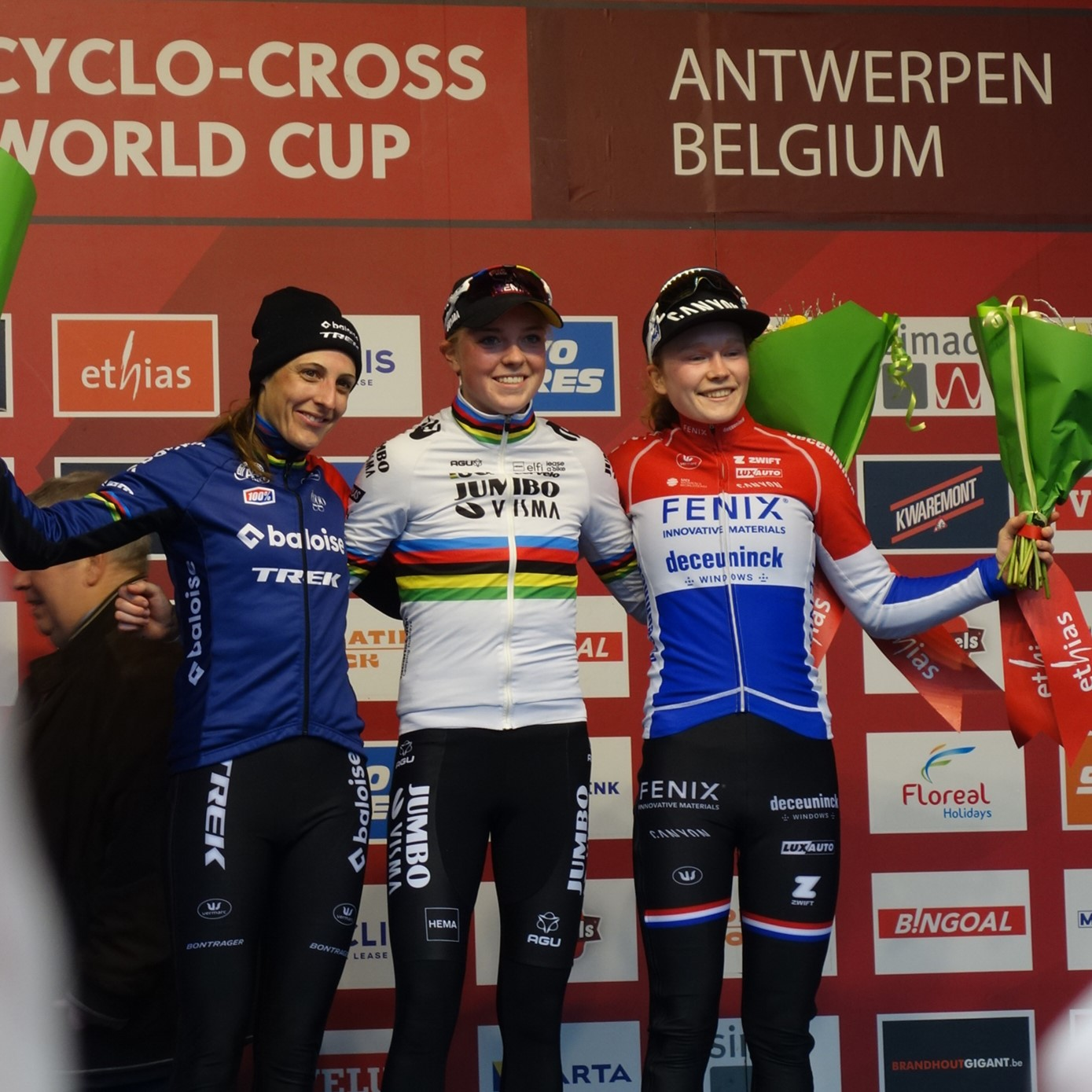
Podium in 2023

| Datum      | Klassement                 | Cat. | Winnaar                               | Tweede                                | Derde                                 |
| ---------- | -------------------------- | ---- | ------------------------------------- | ------------------------------------- | ------------------------------------- |
| 24/11/2024 | Wereldbeker                | CDM  | Fem van Empel                         | Lucinda Brand                         | Marie Schreiber                       |
| 23/12/2023 | Wereldbeker                | CDM  | Fem van Empel                         | Lucinda Brand                         | Puck Pieterse                         |
| 04/12/2022 | Wereldbeker                | CDM  | Fem van Empel                         | Puck Pieterse                         | Shirin van Anrooij                    |
| 05/12/2021 | Wereldbeker                | CDM  | Afgelast vanwege de coronamaatregelen | Afgelast vanwege de coronamaatregelen | Afgelast vanwege de coronamaatregelen |
| 12/12/2020 | X²O Badkamers Trofee       | C1   | Denise Betsema                        | Lucinda Brand                         | Annemarie Worst                       |
| 12/01/2020 | Belgische kampioenschappen | CN   | Sanne Cant                            | Laura Verdonschot                     | Ellen Van Loy                         |
| 15/12/2018 | DVV Verzekeringen Trofee   | C1   | Denise Betsema                        | Lucinda Brand                         | Laura Verdonschot                     |
| 16/12/2017 | DVV Verzekeringen Trofee   | C1   | Sanne Cant                            | Katherine Compton                     | Helen Wyman                           |
| 17/12/2016 | DVV Verzekeringen Trofee   | C1   | Sanne Cant                            | Sophie de Boer                        | Kateřina Nash                         |
| 19/12/2015 | Bpost bank trofee          | C1   | Sanne Cant                            | Helen Wyman                           | Sophie de Boer                        |
| 13/12/2014 | Soudal Classics            | C1   | Sanne Cant                            | Ellen Van Loy                         | Loes Sels                             |
| 07/12/2013 | Soudal Classics            | C1   | Katherine Compton                     | Sanne Cant                            | Nikki Harris                          |
| 08/12/2012 | Soudal Classics            | C1   | Katherine Compton                     | Nikki Harris                          | Sanne Cant                            |
| 10/12/2011 | Fidea Cyclocross Classics  | C1   | Katherine Compton                     | Sanne Cant                            | Sophie de Boer                        |
| 18/12/2010 | Fidea Cyclocross Classics  | C1   | Hanka Kupfernagel                     | Marianne Vos                          | Sanne Cant                            |
| 18/12/2009 | Fidea Cyclocross Classics  | C1   | Daphny van den Brand                  | Sanne Cant                            | Sanne van Paassen                     |
| 19/12/2008 | Losse cross                | C2   | Hanka Kupfernagel                     | Marianne Vos                          | Sanne Cant                            |
| 21/12/2007 | Losse cross                | C2   | Daphny van den Brand                  | Hanka Kupfernagel                     | Reza Hormes-Ravenstijn                |
| 10/01/2007 | Losse cross                | C2   | Marianne Vos                          | Reza Hormes-Ravenstijn                | Veerle Ingels                         |
| 11/01/2006 | Losse cross                | C2   | Kathy Ingels                          | Helen Wyman                           | Barbara Howe                          |

## Trivia
De editie van 2009 begon 3 kwartier te laat en werd tot 44 minuten ingekort omdat er even voor de officiële start om 15.00 uur een granaat gevonden werd door een hond op het Sint-Annastrand.